# Jason Stanley
Jason Stanley (* 12. Oktober 1969 in Syracuse, New York) ist ein US-amerikanischer Philosoph, der noch bis 2025 an der Yale University in New Haven, Connecticut, lehren wird und danach an die Universität Toronto in Kanada wechseln will. Seine Forschungsschwerpunkte sind die Erkenntnistheorie, Themen der Linguistik, Kognitionswissenschaft und Sprachphilosophie sowie Theorie des Faschismus.

## Leben
Jason Stanley hat jüdische Eltern. Er ist ein Sohn des Soziologen Manfred Stanley, der 1939 als Kind aus Deutschland fliehen musste. Dessen Mutter war Ilse Stanley (Memoiren 1957: Die Unvergessenen), die verkleidet als Sozialarbeiterin Juden aus dem KZ Sachsenhausen rettete. Jasons Mutter wurde 1940 auf der Flucht aus Polen geboren, überlebte den Krieg in Russland und musste nach ihrer Rückkehr nach Polen in einem Waisenhaus wohnen. Fast alle Verwandte auf mütterlicher Seite wurden in Sobibor ermordet, darunter Stanleys Urgroßmutter und mehrere Großonkel.
Stanley studierte in Deutschland an der Universität Tübingen sowie an der State University of New York. 1995 promovierte er zum Doctor of Philosophy (Ph.D.) am Massachusetts Institute of Technology unter Robert Stalnaker. Anschließend war er kurze Zeit Dozent am University College in Oxford, dann Assistenzprofessor an der Cornell University. 2000 wurde er Professor an der University of Michigan, 2004 übernahm er eine Professur an der Rutgers-Universität. Seit März 2013 ist er Professor an der Yale University.
Stanley ist Mitherausgeber der Zeitschriften Philosopher’s Imprint und Nous sowie Mitherausgeber bei der Stanford Encyclopedia of Philosophy für den Bereich der Sprachphilosophie. Außerdem arbeitet er als Gutachter für zahlreiche Fachzeitschriften und für die Oxford University Press.
Stanley vertritt eine pragmatische Erkenntnistheorie, wobei Wissen und Handlung enger verknüpft sind als in der traditionellen Erkenntnistheorie. Er hat zudem zahlreiche Aufsätze im Bereich der wahrheitswertorientierten Sprachphilosophie veröffentlicht.
Im August 2014 nahm er in der FAZ Stellung zu den antisemitischen Äußerungen in Berlin während des Gazakonflikts 2014 und schilderte seine eigene Familiengeschichte. In einem Interview im polnischen Nachrichtenmagazin Polityka setzte er sich im Januar 2022 mit den Mechanismen der Entstehung und Verbreitung faschistischer Ideologien in Mittel- und Osteuropa und den Strategien der polnischen PiS-Partei auseinander. 2018 schrieb er in der Wochenzeitung Die Zeit kritisch über die 68er-Generation.
Im Zusammenhang mit dem Krieg in Israel und Gaza 2023 war Stanley ein scharfer Kritiker der israelischen Militäraktionen und appellierte im November 2023 an die jüdischen Bürger: „Die Handlungen des Staates Israel werden im Namen unserer weltweiten Sicherheit begangen. Es liegt an uns Jüdinnen und Juden, klar und offen ein Ende der israelischen Angriffe auf Gaza zu fordern. Wenn es uns nicht gelingt, die Bombardierung zu stoppen, laufen unsere Kinder und Enkelkinder Gefahr, eine doppelte Identität zu erben: nicht nur als Ziel von Massentötungen von Zivilisten, sondern auch als diejenigen, die tatenlos zusahen, als Massentötungen in ihrem Namen begangen wurden.“
Stanley erhielt ein Angebot der Universität Toronto, ab Herbst 2025 zu drei Vierteln bei der Munk School of Global Affairs & Public Policy und zu einem Viertel an der Philosophischen Fakultät zu lehren. Seinen Wechsel von Yale nach Toronto begründete er, wie auch seine Kollegen Marci Shore und Timothy Snyder, mit dem politischen Klima in den USA im Zuge der Zweiten Präsidentschaft von Donald Trump. So erklärte Stanley, dass er seine Kinder in einem Land großziehen wolle, „das nicht auf eine faschistische Diktatur zusteuert“. Zugleich kritisierte er das Einknicken der Columbia University, die nach Druck von Trump angab, Richtlinien und Vorschriften überarbeiten und bestimmte Trump missfallende Fachbereiche überprüfen zu wollen, als „kompletten Kollaps und Beugung vor einem autoritären Regime“.

## Werke
- How Fascism Works: The Politics of Us and Them. Random House, New York 2018, ISBN 978-0-525-51183-0.
  - deutsche Übersetzung: Wie Faschismus funktioniert, Westend, Neu-Isenburg 2024, ISBN 978-3-86489-443-5.
- How Propaganda Works. Princeton University Press, Princeton, New Jersey 2015, ISBN 978-0-691-16442-7.
- Know How. Oxford University Press, Oxford 2011, ISBN 978-0-19-969536-2.
- Language in Context: Selected Essays. Oxford University Press, Oxford 2007, ISBN 978-0-19-922592-7.
- Knowledge and Practical Interests. Oxford University Press, Oxford 2005, ISBN 0-19-928803-8. (Draft (PDF; 112 kB) einer Zusammenfassung und Verteidigung gegen Einwände u. a. von Harman, Veröff. in Vorber. in PPR)
- Philosophy of Language in the Twentieth Century. Veröff. in Vorber. in: Routledge Guide to Twentieth Century Philosophy (Draft; PDF; 389 kB)
- Fallibilism and Concessive Knowledge Attributions. In: Analysis. 65.2, 2005, S. 126–131 (Draft; PDF; 50 kB)
- Semantics in Context. Contextualism in Philosophy. In: Gerhard Preyer, Georg Peter (Hrsg.): Knowledge, Meaning, and Truth. Oxford University Press, Oxford 2005, S. 221–254. (Draft)
- On the Linguistic Basis for Contextualism. In: Philosophical Studies. 119, 2004, S. 119–146. (Draft; PDF; 56 kB)
- mit Jeffrey C. King: Semantics, Pragmatics, and the Role of Semantic Content. In: Zoltan Szabo (Hrsg.): Semantics vs. Pragmatics. Oxford University Press, Oxford 2005, S. 111–164. (Draft)